# تاريخ عرقي
التاريخ العرقي هو فرع من فروع التاريخ الاجتماعي الذي يدرس الجماعات العرقية والمهاجرين. يجادل باركان (2007) بأن هذا المجال يسمح للمؤرخين باستخدام نماذج بديلة للتفسير، وتوحيد البيانات النوعية والكمية، وتطبيق النماذج الاجتماعية على الأنماط التاريخية، ودراسة السياسات والقرارات على المستوى الكلي بشكل أعمق وبشكل خاص المجموعات العرقية تحت الدراسة.

## تحديد المجال
التاريخ العرقي مهم بشكل خاص في الولايات المتحدة وكندا. كان أوسكار هاندلين (مواليد 1915)، مدير عشرات أطروحات الدكتوراه في جامعة هارفارد، رائدًا مهمًا وراعيًا للتأريخ العرقي.
ساعدت الموسوعات الرئيسية في تحديد المجال؛ قامت هاندلين برعاية واحدة نشرتها مطبعة جامعة هارفارد في عام 1980 والتي حظيت باهتمام إعلامي واسع لأنها مرتبطة باهتمام أمريكي بجذورها.
بيرين (1983) يلقي نظرة على تأريخ التاريخ العرقي الكندي ويجد منهجيتين بديلتين. أحدهما أكثر ثباتًا ويؤكد مدى قرب الثقافات المهاجرة من تكرار العالم القديم. لقد تأثر النهج البديل بالتأريخ الأخير حول تاريخ العمل والحضر والعائلة. فهي تعتبر مجتمع المهاجرين ظاهرة أمريكية شمالية أساسًا وتدمجها في التيار السائد للثقافة الكندية.
يحدد ماكدونالد (2007) خمسة مجالات رئيسية للاهتمام للمنح الدراسية حول التاريخ العرقي للولايات المتحدة: أصول ومعنى العرق، لا سيما مسألة ما إذا كان موروثًا أو مخترعًا؛ أصول التنوع العرقي (مثل الفتح والهجرة والهجرة غير الطوعية)؛ نماذج التكيف العرقي (خاصة وعاء الانصهار والفسيفساء ووعاء السلطة واستعارات المشكال)؛ الاندماج العرقي في النسيج الاجتماعي والاقتصادي والسياسي للبلد المستقبل؛ واستراتيجيات بقاء مجموعة الأقليات، بما في ذلك الاستجابات لأشكال الولاء المتنافسة مثل الطبقة والجنس.
أُجريت الكثير من الأبحاث من خلال قراءة الرسائل التي كتبها المهاجرون إلى أقاربهم في الوطن، الذين قارنوا ما بين مزايا وعيوب حياتهم الجديدة.
كان هناك اتجاه كبير يتمثل في دمج التاريخ العرقي مع الاتجاهات التاريخية الأخرى الجديدة، مثل تاريخ المحيط الأطلسي، تاريخ العمل أو تاريخ المرأة.

## المنظمات
تشكّلت جمعية الهجرة والتاريخ العرقي عام 1965 وتنشر مجلة للمكتبات وأعضائها البالغ عددهم 829.
- المؤتمر الأمريكي للدراسات الأيرلندية، الذي تأسس في عام 1960، يضم 1700 عضو وله منشورات عرضية ولكن بدون مجلة.[9]
- تأسست الجمعية الأمريكية الإيطالية التاريخية عام 1966 وتضم 400 عضو. لا تنشر مجلة.[10]
- الجمعية التاريخية اليهودية الأمريكية هي أقدم مجتمع عرقي، تأسست عام 1892؛ لديها 3300 عضو وتنشر التاريخ اليهودي الأمريكي.[11]
- تأسست الجمعية التاريخية البولندية الأمريكية في عام 1942، وتنشر نشرة إخبارية ومجلة الدراسات الأمريكية البولندية، وهي مجلة علمية محكمة ومتعددة التخصصات مرتين كل عام.[12]